# Campionatul Naţional de Fotbal American
Das Campionatul Naţional de Fotbal American (CNFA) ist die Sportliga, in der die rumänische Meisterschaft in der Sportart American Football ausgespielt wird. Sie wurde 2010 gegründet und wird als Rundenturnier mit anschließenden Play-offs ausgetragen. Das Endspiel ist der RoBowl. Aktueller Meister sind die Bucharest Rebels, welche durch ihren Titelgewinn 2022 gegen die Mures Monsters ihren sechsten Titel gewinnen konnten.

## Modus
Zunächst wird ein einfaches Rundenturnier ausgespielt, das heißt, es gibt zwischen zwei Teams nur ein Hin- und kein Rückspiel. Im Anschluss daran finden seit 2014 zwei Halbfinalspiele statt, in denen der Erste der Abschlusstabelle gegen den Vierten und der Zweite gegen den Dritten antritt. Die höher platzierten Teams genießen jeweils Heimrecht. Die beiden Sieger treten im RoBowl gegeneinander an. Vor 2014 zogen die beiden höchstplatzierten Teams unmittelbar ins Finale ein. Ausnahmen sind die Jahre 2011 und 2012 in denen nur zwei Teams antraten und die rumänische Meisterschaft in Hin- und Rückspiel ausgetragen wurde. Eine weitere Ausnahme bildete die Saison 2014 in der acht Teams in zwei getrennten Divisionen antraten und die Halbfinals über Kreuz gespielt wurden.

## Teams
Gründungsmitglieder der CNFA sind die Bucharest Warriors, die Cluj Crusaders, die Bucharest Predators und die Timișoara Lions. Bis zu der Saison 2019 lag die Anzahl der Teams konstant bei fünf. Die Rekordsaison fand 2014 statt, als acht Teams in der Liga antraten. In den Jahren 2011 und 2012 waren nur jeweils zwei Teams am Start. Seit 2021 ist mit den Bucharest Titans ein sechstes Team in der Liga.
Rekordteilnehmer sind die Cluj Crusaders, die bisher in jeder Saison teilnahmen. Die Bucharest Rebels sind seit der Saison 2012 durchgängig in der höchsten Klasse und bringen es damit auf zehn Teilnahmen.
In der Saison 2023 gehörten folgende Teams der CNFA an:
- Bucharest Rebels
- Cluj Crusaders
- Mures Monsters
- Reșița Locomotives

## RoBowl
Da in den Saisons 2011 und 2012 nur zwei Mannschaften an der CNFA teilnahmen, wurde der RoBowl in je einem Hin- und Rückspiel ausgespielt.
| Nr.  | Jahr | Finaldatum                             | Sieger                                 | Finalist                               | Ergebnis                               | Austragungsort                                                         |
| ---- | ---- | -------------------------------------- | -------------------------------------- | -------------------------------------- | -------------------------------------- | ---------------------------------------------------------------------- |
| I    | 2010 | 22. Nov.                               | Bucharest Warriors                     | Cluj Crusaders                         | 56:12                                  | Ghencea Rugby, Bukarest                                                |
| II   | 2011 | 25. Sept. 9. Okt.                      | Bucharest Warriors                     | Cluj Crusaders                         | 14:60 15:20                            | Baza sportivă Biruința, Bukarest Parc Sportiv Universitar, Cluj-Napoca |
| III  | 2012 | 30. Sept. 14. Okt.                     | Cluj Crusaders                         | Bucharest Rebels                       | 16:26 20:70                            | Stadionul Somesul Apahida, Apahida Complex Studențesc Tei, Bukarest    |
| IV   | 2013 | 16. Juni                               | Cluj Crusaders                         | Timisoara 89ers                        | 14:80                                  | Cluj Arena, Cluj-Napoca                                                |
| V    | 2014 | 6. Juli                                | Bucharest Rebels                       | Timisoara 89ers                        | 18:12                                  | Dan-Păltinișanu-Stadion, Timișoara                                     |
| VI   | 2015 | 14. Juni                               | Bucharest Rebels                       | Cluj Crusaders                         | 2:0                                    | Cluj Arena, Cluj-Napoca                                                |
| VII  | 2016 | 25. Juni                               | Bucharest Rebels                       | Cluj Crusaders                         | 46:18                                  | Rugby Steaua Field, Bukarest                                           |
| VIII | 2017 | 24. Juni                               | Cluj Crusaders                         | Bucharest Warriors                     | 17:12                                  | Stadionul Orășenesc, Buftea                                            |
| IX   | 2018 | 30. Juni                               | Cluj Crusaders                         | Bucharest Rebels                       | 10:00                                  | Stadionul Mircea Chivu, Reșița                                         |
| X    | 2019 | 15. Juni                               | Bucharest Rebels                       | Timisoara 89ers                        | 34:14                                  | Stadion Ghiroda, Ghiroda                                               |
| 2020 | 2020 | Entfiel aufgrund der Covid-19-Pandemie | Entfiel aufgrund der Covid-19-Pandemie | Entfiel aufgrund der Covid-19-Pandemie | Entfiel aufgrund der Covid-19-Pandemie | Entfiel aufgrund der Covid-19-Pandemie                                 |
| XI   | 2021 | 27. Nov                                | Bucharest Rebels                       | Mures Monsters                         | 40:30                                  |                                                                        |
| XII  | 2022 | 4. Dez.                                | Bucharest Rebels                       | Mures Monsters                         | 48:28                                  |                                                                        |
| XIII | 2023 | 25. Nov.                               | Bucharest Rebels                       | Reșița Locomotives                     | 34:28                                  |                                                                        |
| XIV  | 2024 | 23. Nov.                               | Bucharest Rebels                       | Banat Team                             | 48:19                                  |                                                                        |

### RoBowl-Teilnehmer
| Team               | T  | S | SQ     | Jahre                      |
| ------------------ | -- | - | ------ | -------------------------- |
| Bucharest Rebels   | 10 | 8 | 80,0 % | 2014–2016, 2019, 2021–2024 |
| Cluj Crusaders     | 8  | 4 | 50,0 % | 2012, 2013, 2017, 2018     |
| Bucharest Warriors | 3  | 2 | 66,7 % | 2010, 2011                 |
| Timisoara 89ers    | 3  | 0 | 0,0 %  |                            |
| Mures Monsters     | 2  | 0 | 0,0 %  |                            |
| Reșița Locomotives | 1  | 0 | 0,0 %  |                            |
| Banat Team         | 1  | 0 | 0,0 %  |                            |